# НБА в сезоні 2012–2013
Сезон НБА 2012–2013 був 67-им сезоном в Національній баскетбольній асоціації. Переможцями сезону стали «Маямі Гіт», які здолали у фінальній серії «Сан-Антоніо Сперс».

## Регламент змагання
Участь у сезоні брали 30 команд, розподілених між двома конференціями — Східною і Західною, кожна з яких у свою чергу складалася з трьох дивізіонів.
По ходу регулярного сезону кожна з команд-учасниць провела по 82 гри (по 41 грі на власному майданчику і на виїзді). При цьому з командами свого дивізіону проводилося по чотири гри, із шістьома командами з інших дивізіонів своєї конференції — теж по чотири гри, а з рештою чотирма командами своєї конференції — по три. Нарешті команди з різних конференцій проводили між собою по два матчі.
До раунду плей-оф виходили по вісім найкращих команд кожної з конференцій, причому переможці дивізіонів посідали місця угорі турнірної таблиці конференції, навіть при гірших результатах, ніж у команд з інших дивізіонів, які свої дивізіони не виграли. Плей-оф відбувався за олімпійською системою, за якою найкраща команда кожної конференції починала боротьбу проти команди, яка посіла восьме місце у тій же конференції, друга команда конференції — із сьомою, і так далі. В усіх раундах плей-оф переможець кожної пари визначався в серії ігор, яка тривала до чотирьох перемог однієї з команд.
Чемпіони кожної з конференцій, що визначалися на стадії плей-оф, для визначення чемпіона НБА зустрічалися між собою у Фіналі, що складався із серії ігор до чотирьох перемог.

## Регулярний сезон
Регулярний сезон тривав з 30 жовтня 2012 по 17 квітня 2013, найкращий результат по його завершенні мали «Маямі Гіт».

### Підсумкові таблиці за дивізіонами
| Атлантичний дивізіон          | В  | П  | %П   | Відст | Дом   | Гост  | Див  | І  |
| ----------------------------- | -- | -- | ---- | ----- | ----- | ----- | ---- | -- |
| y-«Нью-Йорк Нікс»             | 54 | 28 | .659 | -4.5  | 31–10 | 23–18 | 10–6 | 82 |
| x-«Бруклін Нетс»              | 49 | 33 | .598 | 0.5   | 26–15 | 23–18 | 11–5 | 82 |
| x-«Бостон Селтікс»            | 41 | 40 | .506 | 8.0   | 27–13 | 14–27 | 7–9  | 81 |
| «Філадельфія Севенті-Сіксерс» | 34 | 48 | .415 | 15.5  | 23–18 | 11–30 | 7–9  | 82 |
| «Торонто Репторз»             | 34 | 48 | .415 | 15.5  | 21–20 | 13–28 | 5–11 | 82 |

| Південно-Східний дивізіон | В  | П  | %П   | Відст | Дом   | Гост  | Див  | І  |
| ------------------------- | -- | -- | ---- | ----- | ----- | ----- | ---- | -- |
| z-«Маямі Гіт»             | 66 | 16 | .805 | -12.0 | 37–4  | 29–12 | 15–1 | 82 |
| x-«Атланта Гокс»          | 44 | 38 | .537 | 10.0  | 25–16 | 19–22 | 11–5 | 82 |
| «Вашингтон Візардс»       | 29 | 53 | .354 | 25.0  | 22–19 | 7–34  | 5–11 | 82 |
| «Шарлотт Бобкетс»         | 21 | 61 | .256 | 33.0  | 15–26 | 6–35  | 6–10 | 82 |
| «Орландо Меджик»          | 20 | 62 | .244 | 34.0  | 12–29 | 8–33  | 3–13 | 82 |

| Центральний дивізіон | В  | П  | %П   | Відст | Дом   | Гост  | Див  | І  |
| -------------------- | -- | -- | ---- | ----- | ----- | ----- | ---- | -- |
| y-«Індіана Пейсерз»  | 49 | 32 | .605 | 16.5  | 30–11 | 19–21 | 13–3 | 81 |
| x-«Чикаго Буллз»     | 45 | 37 | .549 | 21.0  | 24–17 | 21–20 | 9–7  | 82 |
| x-«Мілвокі Бакс»     | 38 | 44 | .463 | 28.0  | 21–20 | 17–24 | 7–9  | 82 |
| «Детройт Пістонс»    | 29 | 53 | .354 | 37.0  | 18–23 | 11–30 | 8–8  | 82 |
| «Клівленд Кавальєрс» | 24 | 58 | .293 | 42.0  | 14–27 | 10–31 | 3–13 | 82 |

| Південно-Західний дивізіон | В  | П  | %П   | Відст | Дом   | Гост  | Див  | І  |
| -------------------------- | -- | -- | ---- | ----- | ----- | ----- | ---- | -- |
| y-«Сан-Антоніо Сперс»      | 58 | 24 | .707 | 2.0   | 35–6  | 23–18 | 12–4 | 82 |
| x-«Мемфіс Ґріззліс»        | 56 | 26 | .683 | 4.0   | 32–9  | 24–17 | 10–6 | 82 |
| x-«Х'юстон Рокетс»         | 45 | 37 | .549 | 15.0  | 29–12 | 16–25 | 6–10 | 82 |
| «Даллас Маверікс»          | 41 | 41 | .500 | 19.0  | 24–17 | 17–24 | 7–9  | 82 |
| «Нью-Орлінс Горнетс»       | 27 | 55 | .329 | 33.0  | 16–25 | 11–30 | 5–11 | 82 |

| Північно-Західний дивізіон | В  | П  | %П   | Відст | Дом   | Гост  | Див  | І  |
| -------------------------- | -- | -- | ---- | ----- | ----- | ----- | ---- | -- |
| c-«Оклахома-Сіті Тандер»   | 60 | 22 | .732 | -2.0  | 34–7  | 26–15 | 10–6 | 82 |
| x-«Денвер Наггетс»         | 57 | 25 | .695 | 1.0   | 38–3  | 19–22 | 11–5 | 82 |
| «Юта Джаз»                 | 43 | 39 | .524 | 15.0  | 30–11 | 13–28 | 9–7  | 82 |
| «Портленд Трейл-Блейзерс»  | 33 | 49 | .402 | 25.0  | 22–19 | 11–30 | 6–10 | 82 |
| «Міннесота Тімбервулвз»    | 31 | 51 | .378 | 27.0  | 20–21 | 11–30 | 4–12 | 82 |

| Тихоокеанський дивізіон   | В  | П  | %П   | Відст | Дом   | Гост  | Див  | І  |
| ------------------------- | -- | -- | ---- | ----- | ----- | ----- | ---- | -- |
| y-«Лос-Анджелес Кліпперс» | 56 | 26 | .683 | 1.0   | 32–9  | 24–17 | 11–5 | 82 |
| x-«Голден-Стейт Ворріорс» | 47 | 35 | .573 | 10.0  | 28–13 | 19–22 | 9–7  | 82 |
| x-«Лос-Анджелес Лейкерс»  | 45 | 37 | .549 | 12.0  | 29–12 | 16–25 | 8–8  | 82 |
| «Сакраменто Кінґс»        | 28 | 54 | .341 | 29.0  | 20–21 | 8–33  | 7–9  | 82 |
| «Фінікс Санз»             | 25 | 57 | .305 | 32.0  | 17–24 | 8–33  | 5–11 | 82 |

### Підсумкові таблиці за конференціями
| Східна конференція | Східна конференція            | Східна конференція | Східна конференція | Східна конференція | Східна конференція | Східна конференція |
| #                  | Команда                       | В                  | П                  | %П                 | Відст              | І                  |
| ------------------ | ----------------------------- | ------------------ | ------------------ | ------------------ | ------------------ | ------------------ |
| 1                  | z-«Маямі Гіт» *               | 66                 | 16                 | .805               | –                  | 82                 |
| 2                  | y-«Нью-Йорк Нікс» *           | 54                 | 28                 | .659               | 12.0               | 82                 |
| 3                  | y-«Індіана Пейсерз» *         | 49                 | 32                 | .605               | 16.5               | 81                 |
| 4                  | x-«Бруклін Нетс»              | 49                 | 33                 | .598               | 17.0               | 82                 |
| 5                  | x-«Чикаго Буллз»              | 45                 | 37                 | .549               | 21.0               | 82                 |
| 6                  | x-«Атланта Гокс»              | 44                 | 38                 | .537               | 22.0               | 82                 |
| 7                  | x-«Бостон Селтікс»            | 41                 | 40                 | .506               | 24.5               | 81                 |
| 8                  | x-«Мілвокі Бакс»              | 38                 | 44                 | .463               | 28.0               | 82                 |
|                    |                               |                    |                    |                    |                    |                    |
| 9                  | «Філадельфія Севенті-Сіксерс» | 34                 | 48                 | .415               | 32.0               | 82                 |
| 10                 | «Торонто Репторз»             | 34                 | 48                 | .415               | 32.0               | 82                 |
| 11                 | «Детройт Пістонс»             | 29                 | 53                 | .354               | 37.0               | 82                 |
| 12                 | «Вашингтон Візардс»           | 29                 | 53                 | .354               | 37.0               | 82                 |
| 13                 | «Клівленд Кавальєрс»          | 24                 | 58                 | .293               | 42.0               | 82                 |
| 14                 | «Шарлотт Бобкетс»             | 21                 | 61                 | .256               | 45.0               | 82                 |
| 15                 | «Орландо Меджик»              | 20                 | 62                 | .244               | 46.0               | 82                 |

| Західна конференція | Західна конференція        | Західна конференція | Західна конференція | Західна конференція | Західна конференція | Західна конференція |
| #                   | Команда                    | В                   | П                   | %П                  | Відст               | І                   |
| ------------------- | -------------------------- | ------------------- | ------------------- | ------------------- | ------------------- | ------------------- |
| 1                   | c-«Оклахома-Сіті Тандер» * | 60                  | 22                  | .732                | –                   | 82                  |
| 2                   | y-«Сан-Антоніо Сперс» *    | 58                  | 24                  | .707                | 2.0                 | 82                  |
| 3                   | x-«Денвер Наггетс» *       | 57                  | 25                  | .695                | 3.0                 | 82                  |
| 4                   | y-«Лос-Анджелес Кліпперс»  | 56                  | 26                  | .683                | 4.0                 | 82                  |
| 5                   | x-«Мемфіс Ґріззліс»        | 56                  | 26                  | .683                | 4.0                 | 82                  |
| 6                   | x-«Голден-Стейт Ворріорс»  | 47                  | 35                  | .573                | 13.0                | 82                  |
| 7                   | x-«Лос-Анджелес Лейкерс»   | 45                  | 37                  | .549                | 15.0                | 82                  |
| 8                   | x-«Х'юстон Рокетс»         | 45                  | 37                  | .549                | 15.0                | 82                  |
|                     |                            |                     |                     |                     |                     |                     |
| 9                   | «Юта Джаз»                 | 43                  | 39                  | .524                | 17.0                | 82                  |
| 10                  | «Даллас Маверікс»          | 41                  | 41                  | .500                | 19.0                | 82                  |
| 11                  | «Портленд Трейл-Блейзерс»  | 33                  | 49                  | .402                | 27.0                | 82                  |
| 12                  | «Міннесота Тімбервулвз»    | 31                  | 51                  | .378                | 29.0                | 82                  |
| 13                  | «Сакраменто Кінґс»         | 28                  | 54                  | .341                | 32.0                | 82                  |
| 14                  | «Нью-Орлінс Горнетс»       | 27                  | 55                  | .329                | 33.0                | 82                  |
| 15                  | «Фінікс Санз»              | 25                  | 57                  | .305                | 35.0                | 82                  |

Легенда:
- z – Найкраща команда регулярного сезону НБА
- c – Найкраща команда конференції
- y – Переможець дивізіону
- x – Учасник плей-оф

## Плей-оф
Переможці пар плей-оф позначені жирним. Цифри перед назвою команди відповідають її позиції у підсумковій турнірній таблиці регулярного сезону конференції. Цифри після назви команди відповідають кількості її перемог у відповідному раунді плей-оф. Курсивом позначені команди, які мали перевагу власного майданчику (принаймні потенційно могли провести більшість ігор серії вдома).
|  | Перший раунд        | Перший раунд            | Перший раунд         |   |                          | Півфінали конференції   | Півфінали конференції | Півфінали конференції |  |    | Фінали конференції | Фінали конференції | Фінали конференції |  |    | Фінал НБА    | Фінал НБА | Фінал НБА |
|  |                     |                         |                      |   |                          |                         |                       |                       |  |    |                    |                    |                    |  |    |              |           |           |
|  | E1                  | «Маямі Гіт»*            | 4                    |   |                          |                         |                       |                       |  |    |                    |                    |                    |  |    |              |           |           |
|  | E8                  | «Мілвокі Бакс»          | 0                    |   |                          |                         |                       |                       |  |    |                    |                    |                    |  |    |              |           |           |
|  | E8                  | «Мілвокі Бакс»          | 0                    |   | E1                       | «Маямі Гіт»*            | 4                     |                       |  |    |                    |                    |                    |  |    |              |           |           |
|  |                     |                         |                      |   | E1                       | «Маямі Гіт»*            | 4                     |                       |  |    |                    |                    |                    |  |    |              |           |           |
|  |                     | E5                      | «Чикаго Буллз»       | 1 |                          |                         |                       |                       |  |    |                    |                    |                    |  |    |              |           |           |
|  | E4                  | E5                      | «Чикаго Буллз»       | 1 | «Бруклін Нетс»           | 3                       |                       |                       |  |    |                    |                    |                    |  |    |              |           |           |
|  | E4                  |                         |                      |   | «Бруклін Нетс»           | 3                       |                       |                       |  |    |                    |                    |                    |  |    |              |           |           |
|  | E5                  | «Чикаго Буллз»          | 4                    |   |                          |                         |                       |                       |  |    |                    |                    |                    |  |    |              |           |           |
|  | E5                  | «Чикаго Буллз»          | 4                    |   |                          |                         |                       |                       |  | E1 | «Маямі Гіт»*       | 4                  |                    |  |    |              |           |           |
|  | Східна конференція  |                         |                      |   |                          |                         |                       |                       |  | E1 | «Маямі Гіт»*       | 4                  |                    |  |    |              |           |           |
|  |                     | E3                      | «Індіана Пейсерз»*   | 3 |                          |                         |                       |                       |  |    |                    |                    |                    |  |    |              |           |           |
|  | E3                  | E3                      | «Індіана Пейсерз»*   | 3 | «Індіана Пейсерз»*       | 4                       |                       |                       |  |    |                    |                    |                    |  |    |              |           |           |
|  | E3                  |                         |                      |   | «Індіана Пейсерз»*       | 4                       |                       |                       |  |    |                    |                    |                    |  |    |              |           |           |
|  | E6                  | «Атланта Гокс»          | 2                    |   |                          |                         |                       |                       |  |    |                    |                    |                    |  |    |              |           |           |
|  | E6                  | «Атланта Гокс»          | 2                    |   | E3                       | «Індіана Пейсерз»*      | 4                     |                       |  |    |                    |                    |                    |  |    |              |           |           |
|  |                     |                         |                      |   | E3                       | «Індіана Пейсерз»*      | 4                     |                       |  |    |                    |                    |                    |  |    |              |           |           |
|  |                     | E2                      | «Нью-Йорк Нікс»*     | 2 |                          |                         |                       |                       |  |    |                    |                    |                    |  |    |              |           |           |
|  | E2                  | E2                      | «Нью-Йорк Нікс»*     | 2 | «Нью-Йорк Нікс»*         | 4                       |                       |                       |  |    |                    |                    |                    |  |    |              |           |           |
|  | E2                  |                         |                      |   | «Нью-Йорк Нікс»*         | 4                       |                       |                       |  |    |                    |                    |                    |  |    |              |           |           |
|  | E7                  | «Бостон Селтікс»        | 2                    |   |                          |                         |                       |                       |  |    |                    |                    |                    |  |    |              |           |           |
|  | E7                  | «Бостон Селтікс»        | 2                    |   |                          |                         |                       |                       |  |    |                    |                    |                    |  | E1 | «Маямі Гіт»* | 4         |           |
|  |                     |                         |                      |   |                          |                         |                       |                       |  |    |                    |                    |                    |  | E1 | «Маямі Гіт»* | 4         |           |
|  |                     | W2                      | «Сан-Антоніо Сперс»* | 3 |                          |                         |                       |                       |  |    |                    |                    |                    |  |    |              |           |           |
|  | W1                  | W2                      | «Сан-Антоніо Сперс»* | 3 | «Оклахома-Сіті Тандер»*  | 4                       |                       |                       |  |    |                    |                    |                    |  |    |              |           |           |
|  | W1                  |                         |                      |   | «Оклахома-Сіті Тандер»*  | 4                       |                       |                       |  |    |                    |                    |                    |  |    |              |           |           |
|  | W8                  | «Х'юстон Рокетс»        | 2                    |   |                          |                         |                       |                       |  |    |                    |                    |                    |  |    |              |           |           |
|  | W8                  | «Х'юстон Рокетс»        | 2                    |   | W1                       | «Оклахома-Сіті Тандер»* | 1                     |                       |  |    |                    |                    |                    |  |    |              |           |           |
|  |                     |                         |                      |   | W1                       | «Оклахома-Сіті Тандер»* | 1                     |                       |  |    |                    |                    |                    |  |    |              |           |           |
|  |                     | W5                      | «Мемфіс Ґріззліс»    | 4 |                          |                         |                       |                       |  |    |                    |                    |                    |  |    |              |           |           |
|  | W4                  | W5                      | «Мемфіс Ґріззліс»    | 4 | «Лос-Анджелес Кліпперс»* | 2                       |                       |                       |  |    |                    |                    |                    |  |    |              |           |           |
|  | W4                  |                         |                      |   | «Лос-Анджелес Кліпперс»* | 2                       |                       |                       |  |    |                    |                    |                    |  |    |              |           |           |
|  | W5                  | «Мемфіс Ґріззліс»       | 4                    |   |                          |                         |                       |                       |  |    |                    |                    |                    |  |    |              |           |           |
|  | W5                  | «Мемфіс Ґріззліс»       | 4                    |   |                          |                         |                       |                       |  | W5 | «Мемфіс Ґріззліс»  | 0                  |                    |  |    |              |           |           |
|  | Західна конференція |                         |                      |   |                          |                         |                       |                       |  | W5 | «Мемфіс Ґріззліс»  | 0                  |                    |  |    |              |           |           |
|  |                     | W2                      | «Сан-Антоніо Сперс»* | 4 |                          |                         |                       |                       |  |    |                    |                    |                    |  |    |              |           |           |
|  | W3                  | W2                      | «Сан-Антоніо Сперс»* | 4 | «Денвер Наггетс»         | 2                       |                       |                       |  |    |                    |                    |                    |  |    |              |           |           |
|  | W3                  |                         |                      |   | «Денвер Наггетс»         | 2                       |                       |                       |  |    |                    |                    |                    |  |    |              |           |           |
|  | W6                  | «Голден-Стейт Ворріорс» | 4                    |   |                          |                         |                       |                       |  |    |                    |                    |                    |  |    |              |           |           |
|  | W6                  | «Голден-Стейт Ворріорс» | 4                    |   | W6                       | «Голден-Стейт Ворріорс» | 2                     |                       |  |    |                    |                    |                    |  |    |              |           |           |
|  |                     |                         |                      |   | W6                       | «Голден-Стейт Ворріорс» | 2                     |                       |  |    |                    |                    |                    |  |    |              |           |           |
|  |                     | W2                      | «Сан-Антоніо Сперс»* | 4 |                          |                         |                       |                       |  |    |                    |                    |                    |  |    |              |           |           |
|  | W2                  | W2                      | «Сан-Антоніо Сперс»* | 4 | «Сан-Антоніо Сперс»*     | 4                       |                       |                       |  |    |                    |                    |                    |  |    |              |           |           |
|  | W2                  |                         |                      |   | «Сан-Антоніо Сперс»*     | 4                       |                       |                       |  |    |                    |                    |                    |  |    |              |           |           |
|  | W7                  | LA Lakers               | 0                    |   |                          |                         |                       |                       |  |    |                    |                    |                    |  |    |              |           |           |

* — переможці дивізіонів.

## Статистика

### Лідери за індивідуальними статистичними показниками
| Показник                    | Гравець         | Команда                             | Результатs |
| --------------------------- | --------------- | ----------------------------------- | ---------- |
| Очки за гру                 | Кармело Ентоні  | «Нью-Йорк Нікс»                     | 28.7       |
| Підбирання за гру           | Двайт Говард    | «Лос-Анджелес Лейкерс»              | 12.4       |
| Передачі за гру             | Раджон Рондо    | «Бостон Селтікс»                    | 11.1       |
| Перехоплення за гру         | Кріс Пол        | «Лос-Анджелес Кліпперс»             | 2.41       |
| Блокування за гру           | Серж Ібака      | «Оклахома-Сіті Тандер»              | 3.03       |
| Порушення правил за гру     | Двайт Говард    | «Лос-Анджелес Лейкерс»              | 3.8        |
| Втрати за гру               | Джру Голідей    | «Філадельфія Севенті-Сіксерс»       | 3.8        |
| Хвилини за гру              | Луол Денг       | «Чикаго Буллз»                      | 38.7       |
| Рейтинг ефективності гравця | Леброн Джеймс   | «Маямі Гіт»                         | 31.6       |
| % влучань з гри             | Деандре Джордан | «Лос-Анджелес Кліпперс»             | 64.3%      |
| % влучань штрафних кидків   | Кевін Дюрант    | «Оклахома-Сіті Тандер»              | 90.5%      |
| % влучань 3-очкових кидків  | Хосе Кальдерон  | «Детройт Пістонс»/«Торонто Репторз» | 46.1%      |
| Дабл-дабли                  | Девід Лі        | «Голден-Стейт Ворріорс»             | 56         |
| Трипл-дабли                 | Раджон Рондо    | «Бостон Селтікс»                    | 5          |

### Рекорди за гру
| Показник     | Гравець        | Команда                 | Результатs |
| ------------ | -------------- | ----------------------- | ---------- |
| Очки         | Стефен Каррі   | «Голден-Стейт Ворріорс» | 54         |
| Підбирання   | Никола Вучевич | «Орландо Меджик»        | 29         |
| Передачі     | Раджон Рондо   | «Бостон Селтікс»        | 20         |
| Перехоплення | Кемба Вокер    | «Шарлотт Бобкетс»       | 8          |
| Перехоплення | Рікі Рубіо     | «Міннесота Тімбервулвз» | 8          |
| Блокування   | Рой Гібберт    | «Індіана Пейсерз»       | 11         |
| Блокування   | Джоакім Ноа    | «Чикаго Буллз»          | 11         |
| Триочкові    | Стефен Каррі   | «Голден-Стейт Ворріорс» | 11         |
| Триочкові    | Дерон Вільямс  | «Бруклін Нетс»          | 11         |

### Команди-лідери за статистичними показниками
| Показник                   | Команда                 | Результатs |
| -------------------------- | ----------------------- | ---------- |
| Очки за гру                | «Денвер Наггетс»        | 106.1      |
| Підбирання за гру          | «Індіана Пейсерз»       | 45.9       |
| Передачі за гру            | «Сан-Антоніо Сперс»     | 25.1       |
| Перехоплення за гру        | «Лос-Анджелес Кліпперс» | 9.6        |
| Блокування за гру          | «Оклахома-Сіті Тандер»  | 7.6        |
| Втрати за гру              | «Х'юстон Рокетс»        | 16.4       |
| Порушення правил за гру    | «Торонто Репторз»       | 22.4       |
| % влучань з гри            | «Маямі Гіт»             | 49.6%      |
| % влучань штрафних кидків  | «Оклахома-Сіті Тандер»  | 82.8%      |
| % влучань 3-очкових кидків | «Голден-Стейт Ворріорс» | 40.3%      |
| +/-                        | «Оклахома-Сіті Тандер»  | 9.2        |

## Нагороди НБА

### Щорічні нагороди
- Найцінніший гравець: Леброн Джеймс, «Маямі Гіт»[1]
- Найкращий захисний гравець: Марк Газоль, «Мемфіс Ґріззліс»[2]
- Новачок року: Дем'єн Ліллард, «Портленд Трейл-Блейзерс»[3]
- Найкращий шостий гравець: Джей Ар Сміт, «Нью-Йорк Нікс»[4]
- Найбільш прогресуючий гравець: Пол Джордж, «Індіана Пейсерз»[5]
- Тренер року: Джордж Карл, «Денвер Наггетс»[6]
- Менеджер року: Масаї Уджирі, «Денвер Наггетс»[7]
- Приз за спортивну поведінку: Джейсон Кідд, «Нью-Йорк Нікс»[8]
- Нагорода Дж. Волтера Кеннеді: Кеннет Фарід, «Денвер Наггетс»[9]
- Нагорода найкращому одноклубнику імені Тваймена-Стоукса: Чонсі Біллапс, «Лос-Анджелес Кліпперс»[10]

| - Перша збірна всіх зірок: - F Кевін Дюрант, «Оклахома-Сіті Тандер» - F Леброн Джеймс, «Маямі Гіт» - C Тім Данкан, «Сан-Антоніо Сперс» - G Кобі Браянт, «Лос-Анджелес Лейкерс» - G Кріс Пол, «Лос-Анджелес Кліпперс» | - Друга збірна всіх зірок: - F Кармело Ентоні, «Нью-Йорк Нікс» - F Блейк Остін Гріффін, «Лос-Анджелес Кліпперс» - C Марк Газоль, «Мемфіс Ґріззліс» - G Рассел Вестбрук, «Оклахома-Сіті Тандер» - G Тоні Паркер, «Сан-Антоніо Сперс» | - Третя збірна всіх зірок: - F Пол Джордж, «Індіана Пейсерз» - F Девід Лі, «Голден-Стейт Ворріорс» - C Двайт Говард, «Лос-Анджелес Лейкерс» - G Джеймс Гарден, «Х'юстон Рокетс» - G Двейн Вейд, «Маямі Гіт» |

| - Перша збірна всіх зірок захисту: - F Леброн Джеймс, «Маямі Гіт» - F Серж Ібака, «Оклахома-Сіті Тандер» - C Джоакім Ноа, «Чикаго Буллз» - C Тайсон Чендлер, «Нью-Йорк Нікс» - G Тоні Аллен, «Мемфіс Ґріззліс» - G Кріс Пол, «Лос-Анджелес Кліпперс» | - Друга збірна всіх зірок захисту: - F Пол Джордж, «Індіана Пейсерз» - F Тім Данкан, «Сан-Антоніо Сперс» - C Марк Газоль, «Мемфіс Ґріззліс» - G Ейвері Бредлі, «Бостон Селтікс» - G Майк Конлі, «Мемфіс Ґріззліс» |

| - Перша збірна новачків: - Дем'єн Ліллард, «Портленд Трейл-Блейзерс» - Бредлі Біл, «Вашингтон Візардс» - Ентоні Девіс, «Нью-Орлінс Горнетс» - Діон Вейтерс, «Клівленд Кавальєрс» - Гаррісон Барнс, «Голден-Стейт Ворріорс» | - Друга збірна новачків: - Андре Драммонд, «Детройт Пістонс» - Йонас Валанчюнас, «Торонто Репторз» - Майкл Кідд-Гілкріст, «Шарлотт Бобкетс» - Кайл Сінглер, «Детройт Пістонс» - Тайлер Зеллер, «Клівленд Кавальєрс» |

### Гравець тижня
| Тиждень                     | Східна конференція                        | Західна конференція                                | Прим.  |
| --------------------------- | ----------------------------------------- | -------------------------------------------------- | ------ |
| 30 жовтня – 4 листопада     | Брендон Дженнінгс («Мілвокі Бакс») (1/2)  | Джеймс Гарден («Х'юстон Рокетс») (1/3)             | [ 14 ] |
| 5 листопада – 11 листопада  | Леброн Джеймс («Маямі Гіт») (1/6)         | Кеннет Фарід («Денвер Наггетс») (1/1)              | [ 15 ] |
| 12 листопада – 18 листопада | Леброн Джеймс («Маямі Гіт») (2/6)         | Кевін Дюрант («Оклахома-Сіті Тандер») (1/4)        | [ 16 ] |
| 19 листопада – 25 листопада | Ел Горфорд («Атланта Гокс») (1/1)         | Тім Данкан («Сан-Антоніо Сперс») (1/1)             | [ 17 ] |
| 26 листопада – 2 грудня     | Кармело Ентоні («Нью-Йорк Нікс») (1/4)    | Кевін Дюрант («Оклахома-Сіті Тандер») (2/4)        | [ 18 ] |
| 3 грудня – 9 грудня         | Джош Сміт («Атланта Гокс») (1/1)          | Блейк Остін («Лос-Анджелес Кліпперс») (1/1)        | [ 19 ] |
| 10 грудня – 16 грудня       | Пол Джордж («Індіана Пейсерз») (1/1)      | Девід Лі («Голден-Стейт Ворріорс») (1/2)           | [ 20 ] |
| 17 грудня – 23 грудня       | Леброн Джеймс («Маямі Гіт») (3/6)         | Кріс Пол («Лос-Анджелес Кліпперс») (1/1)           | [ 21 ] |
| 24 грудня – 30 грудня       | Монта Елліс («Мілвокі Бакс») (1/2)        | Грейвіс Васкес («Нью-Орлінс Горнетс») (1/1)        | [ 22 ] |
| 31 грудня – 6 січня         | Кармело Ентоні («Нью-Йорк Нікс») (2/4)    | Джеймс Гарден («Х'юстон Рокетс») (2/3)             | [ 23 ] |
| 7 січня – 13 січня          | Брендон Дженнінгс («Мілвокі Бакс») (2/2)  | Кевін Дюрант («Оклахома-Сіті Тандер») (3/4)        | [ 24 ] |
| 14 січня – 20 січня         | Карлос Бузер («Чикаго Буллз») (1/1)       | Кевін Дюрант («Оклахома-Сіті Тандер») (4/4)        | [ 25 ] |
| 21 січня – 27 січня         | Кайрі Ірвінг («Клівленд Кавальєрс») (1/1) | Тоні Паркер («Сан-Антоніо Сперс») (1/1)            | [ 26 ] |
| 28 січня – 3 лютого         | Нейт Робінсон («Чикаго Буллз») (1/1)      | Девід Лі («Голден-Стейт Ворріорс») (2/2)           | [ 27 ] |
| 4 лютого – 10 лютого        | Леброн Джеймс («Маямі Гіт») (4/6)         | Рассел Вестбрук («Оклахома-Сіті Тандер») (1/1)     | [ 28 ] |
| 19 лютого – 24 лютого       | Леброн Джеймс («Маямі Гіт») (5/6)         | Кобі Браянт («Лос-Анджелес Лейкерс») (1/3)         | [ 29 ] |
| 25 лютого – 3 березня       | Монта Елліс («Мілвокі Бакс») (2/2)        | Тай Лоусон («Денвер Наггетс») (1/1)                | [ 30 ] |
| 4 березня – 10 березня      | Двейн Вейд («Маямі Гіт») (1/1)            | Кобі Браянт («Лос-Анджелес Лейкерс») (2/3)         | [ 31 ] |
| 11 березня – 17 березня     | Джон Волл («Вашингтон Візардс») (1/1)     | Ламаркус Олдрідж («Портленд Трейл-Блейзерс») (1/1) | [ 32 ] |
| 18 березня – 24 березня     | Леброн Джеймс («Маямі Гіт») (6/6)         | Джеймс Гарден («Х'юстон Рокетс») (3/3)             | [ 33 ] |
| 25 березня – 31 березня     | Джей Ар («Нью-Йорк Нікс») (1/1)           | Ел Джефферсон («Юта Джаз») (1/1)                   | [ 34 ] |
| 1 квітня – 7 квітня         | Кармело Ентоні («Нью-Йорк Нікс») (3/4)    | Нікола Пекович («Міннесота Тімбервулвз») (1/1)     | [ 35 ] |
| 8 квітня – 14 квітня        | Кармело Ентоні («Нью-Йорк Нікс») (4/4)    | Кобі Браянт («Лос-Анджелес Лейкерс») (3/3)         | [ 36 ] |

### Гравець місяця
| Місяць             | Східна конференція                     | Західна конференція                          | Прим.  |
| ------------------ | -------------------------------------- | -------------------------------------------- | ------ |
| жовтень – листопад | Леброн Джеймс («Маямі Гіт») (1/5)      | Кевін Дюрант («Оклахома-Сіті Тандер») (1/2)  | [ 37 ] |
| грудень            | Леброн Джеймс («Маямі Гіт») (2/5)      | Кріс Пол («Лос-Анджелес Кліпперс») (1/1)     | [ 38 ] |
| січень             | Леброн Джеймс («Маямі Гіт») (3/5)      | Тоні Паркер («Сан-Антоніо Сперс») (1/1)      | [ 39 ] |
| лютий              | Леброн Джеймс («Маямі Гіт») (4/5)      | Кобі Браянт («Лос-Анджелес Лейкерс») (1/1)   | [ 40 ] |
| березень           | Леброн Джеймс («Маямі Гіт») (5/5)      | Кевін Дюрант («Оклахома-Сіті Тандер») (2/2)  | [ 41 ] |
| квітень            | Кармело Ентоні («Нью-Йорк Нікс») (1/1) | Стефен Каррі («Голден-Стейт Ворріорс») (1/1) | [ 42 ] |

### Новачок місяця
| Місяць             | Східна конференція                            | Західна конференція                              | Прим.  |
| ------------------ | --------------------------------------------- | ------------------------------------------------ | ------ |
| жовтень – листопад | Майкл Кідд-Гілкріст («Шарлотт Бобкетс») (1/1) | Дем'єн Ліллард («Портленд Трейл-Блейзерс») (1/6) | [ 43 ] |
| грудень            | Бредлі Біл («Вашингтон Візардс») (1/2)        | Дем'єн Ліллард («Портленд Трейл-Блейзерс») (2/6) | [ 44 ] |
| січень             | Бредлі Біл («Вашингтон Візардс») (2/2)        | Дем'єн Ліллард («Портленд Трейл-Блейзерс») (3/6) | [ 45 ] |
| лютий              | Діон Вейтерс («Клівленд Кавальєрс») (1/1)     | Дем'єн Ліллард («Портленд Трейл-Блейзерс») (4/6) | [ 46 ] |
| березень           | Йонас Валанчюнас («Торонто Репторз») (1/1)    | Дем'єн Ліллард («Портленд Трейл-Блейзерс») (5/6) | [ 47 ] |
| квітень            | Кріс Коупланд («Нью-Йорк Нікс») (1/1)         | Дем'єн Ліллард («Портленд Трейл-Блейзерс») (6/6) | [ 48 ] |

### Тренер місяця
| Місяць             | Східна конференція                   | Західна конференція                          | Прим.  |
| ------------------ | ------------------------------------ | -------------------------------------------- | ------ |
| жовтень – листопад | Ейврі Джонсон («Бруклін Нетс») (1/1) | Ліонел Голлінс («Мемфіс Ґріззліс») (1/2)     | [ 49 ] |
| грудень            | Ларрі Дру («Атланта Гокс») (1/1)     | Вінні Дель («Лос-Анджелес Кліпперс») (1/1)   | [ 50 ] |
| січень             | Том Тібодо («Чикаго Буллз») (1/1)    | Джордж Карл («Денвер Наггетс») (1/2)         | [ 51 ] |
| лютий              | Ерік Споулстра («Маямі Гіт») (1/2)   | Ліонел Голлінс («Мемфіс Ґріззліс») (2/2)     | [ 52 ] |
| березень           | Ерік Споулстра («Маямі Гіт») (2/2)   | Джордж Карл («Денвер Наггетс») (2/2)         | [ 53 ] |
| квітень            | Майк Вудсон («Нью-Йорк Нікс») (1/1)  | Майк Д'Антоні («Лос-Анджелес Лейкерс») (1/1) | [ 54 ] |